# William Wentworth
Pour les articles homonymes, voir Wentworth.
William Charles Wentworth, né le 13 août 1790 sur l'île Norfolk et mort le 20 mars 1872 en Angleterre, est un poète, explorateur, journaliste et homme politique australien.
Il est le fils de D'Arcy Wentworth (en).